# Benange
Benange est un village du Cameroun situé dans la région du Nord-Ouest, le département du Menchum, l'arrondissement de Menchum Valley et la commune de Benakuma, à proximité de la frontière avec le Nigeria.

## Population
Lors du recensement de 2005, on y a dénombré 2 214 personnes.